# Hans van de Ven
Johan „Hans“ van de Ven (* 10. Januar 1958) ist ein britischer Historiker und Experte der Geschichte Chinas im 19. und 20. Jahrhundert. Er ist Professor für chinesische Geschichte an der University of Cambridge und seit 1988 Fellow und Director of Studies in Asian and Middle Eastern Studies am St Catharine’s College. Er studierte zunächst Sinologie an der Universität Leiden und promovierte dann in Harvard über die Geschichte der Chinesischen Kommunistischen Partei. Sein Doktorvater war Philip Kuhn. Nach einem Aufenthalt an der University of California, Berkeley trat er 1988 seine Stelle in Cambridge an. 2013 wurde er zum Mitglied der British Academy gewählt.

## Werke

### Als Autor
- China at War: Triumph and Tragedy in the Emergence of the New China 1937–1952. London: Profile Books. 2017. ISBN 978-1-78125-194-2. Cambridge, MA: Harvard University Press. 2018. ISBN 978-0-674-98350-2
- Breaking with the Past: The Maritime Customs Service and the Global Origins of Modernity in China. New York: Columbia University Press. 2014. ISBN 978-0-231-13738-6.
- War and Nationalism in China: 1925–1945. Routledge, London 2003, ISBN 978-0-415-14571-8
- From Friend to Comrade: The Founding of the Chinese Communist Party, 1920–1927. University of California Press, Berkeley 1991, ISBN 978-0-520-07271-8

### Als Herausgeber
- mit Timothy Cheek, Klaus Mühlhahn (Hrsg.): The Chinese Communist Party: A Century in Ten Lives. Cambridge University Press, Cambridge 2021, ISBN 978-1-108-84277-8.
- Negotiating China’s Destiny in World War II. Stanford: Stanford University Press. 2014. ISBN 978-0-8047-8966-0.
- The Battle for China: Essays on the Military History of the Sino-Japanese War of 1937–1945. Stanford University Press, Stanford 2012, ISBN 978-0-8047-6206-9

### Aufsätze
- Robert Hart and the Chinese Maritime Customs Service. Modern Asian Studies, Vol. 40, Nr. 3 (Juli 2006). Einführung (S. 545–547) und Robert Hart and Gustav Detring during the Boxer Rebellion (S. 631–663)
- Lifting the Veil of Secrecy: Secret Services in China during World War II, Intelligence and National Security, Vol. 16, Nr. 4 (Winter 2001), Einführung (S. 1–10) und The Kuomintang’s Secret Service in Action in South China: Operational and Political Aspects of the Arrest of Liao Chengzhi (1942), S. 205–237
- War in the Making of Modern China Modern Asian Studies, Vol. 30, Nr. 4. Einleitung (pp. 737–756) und Public Finance and the Rise of Warlordism (S. 829–868)